# Provincia di Tunceli
La provincia di Tunceli è una delle province della Turchia.
Situata nell'Anatolia orientale confina con le province di Erzincan a nord e a ovest, Elâzığ a sud e Bingöl a est. Il capoluogo provinciale è la città di Tunceli.
È la provincia con la minore densità demografica della Turchia. Conosciuta storicamente col nome di Dêrsîm (porta d'argento in zaza e persiano) fino al 1936, è l'unica provincia turca a maggioranza alevita.

## Distretti

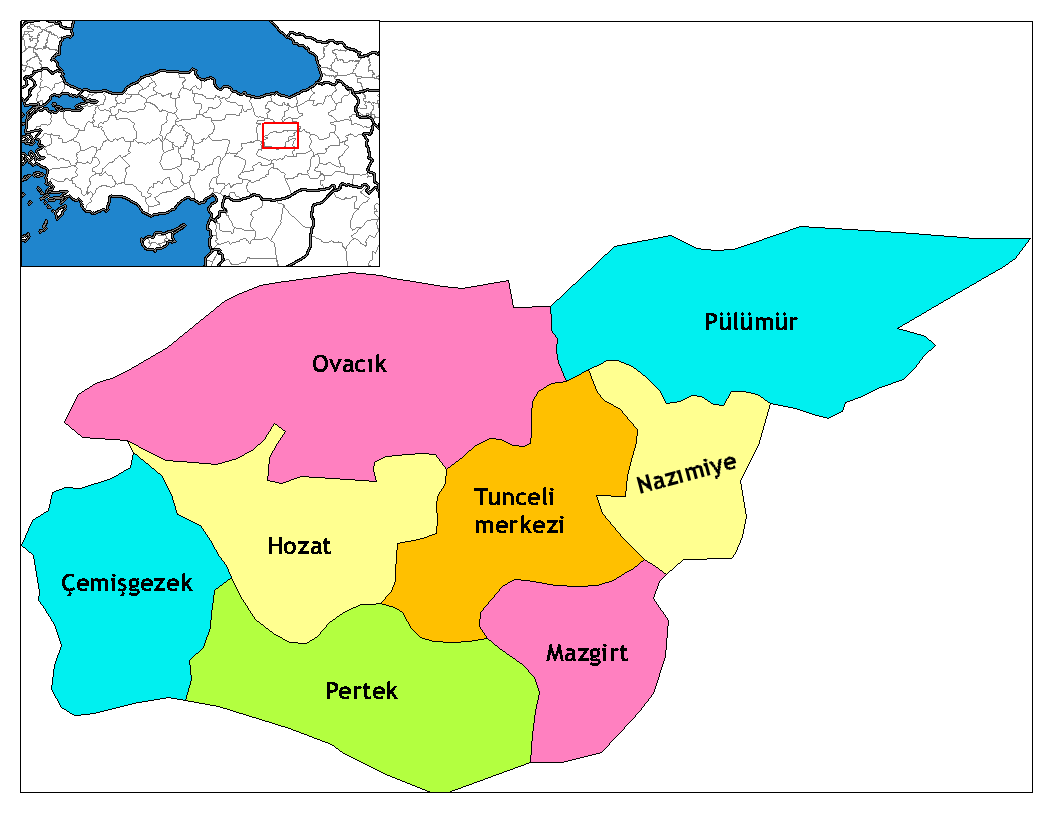
Distretti della provincia di Tunceli

La provincia è divisa in 8 distretti:
- Çemişgezek
- Hozat
- Mazgirt
- Nazimiye
- Ovacık
- Pertek
- Pülümür
- Tunceli

## Parchi naturali
Nella provincia si trova il Parco nazionale della Valle del Munzur, il parco nazionale più ampio e con la maggiore biodiversità della Turchia.